# 읍루
읍루(挹婁)는 숙신(肅愼)의 후예이자 말갈(靺鞨)의 전신 명칭으로 여진계열 민족이다. 

## 역사
후한(後漢)에서 오호십육국 시대 사이에 연해주와 그 부근에 살았던 것으로 추정된다. 《후한서》에는 다음과 같이 기록되어 있다.
挹婁，古肅慎之國也。在夫餘東北千餘里，東濱大海，南與北沃沮接，不知其北所極。土地多山险。人形似夫餘，而言語各異。有五谷、麻布，出赤玉、好貂。無君長，其邑落各有大人。處於山林之間，土氣極寒，常為穴居，以深為貴，大家至接九梯。好養豕，食其肉，衣其皮。冬以豕膏涂身，厚數分，以御風寒。夏則裸袒，以尺布蔽其前後。其人臭秽不洁，作廁於中，圜之而居。自漢兴以後，臣屬夫餘。種眾雖少，而多勇力，處山险，又善射，发能入人目。弓長四尺，力如弩。矢用枯，長一尺八寸，青石為鏃，鏃皆施毒，中人即死。便乘船，好寇盗，邻國畏患，而卒不能服。東夷夫餘飲食类皆用俎豆，唯挹婁独無，法俗最無纲纪者也。

읍루는 옛 숙신의 나라이다. 부여에서 동북쪽 천여리에 있다. 동쪽은 큰 바닷가에 임하고 남쪽은 북옥저에 접하며, 북쪽은 그 끝이 어디인지 잘 알 수가 없다. 땅은 산이 많고 험하며, 사람의 형상은 부여인과 닮았으나 그 말은 각각 다르다. 오곡과 베가 있고 붉은 옥이 나오고 담비가 좋으며 군장은 없으나 읍락 각각에 대인(大人)이 있다.
산림 사이에 살며 몹시 추우며 항상 토굴에 있어 깊은 것을 귀하게 여기고 큰 집은 사다리 아홉 개에 이른다. 돼지 기르기를 즐겨 그 고기를 먹고 그 가죽으로 옷을 입는다. 겨울에는 돼지 기름을 두껍게 나누어 몸에 발라 이로써 바람과 추위를 막는다. 여름에는 벌거벗고 앞뒤를 베로 가린다. 사람 냄새가 많이 나고 더러움을 잘 알지 못하여 변소를 가운데 짓고 그 주위에 산다.
한나라 때에 부여에 속하고, 무리는 비록 적으나 용력이 많고 산세가 험한 곳에 살고 또한 활을 잘 쏘니 능히 사람의 눈을 맞추었다. 활의 길이는 네 척이고 노와 같은 힘이 들고 화살은 싸리나무를 사용하고 그 길이는 일척팔촌이다. 푸른 돌을 화살촉으로 하고 촉에는 모두 독을 발라 보통사람은 즉사하였다. 편안히 배를 타고 도둑질을 좋아하니 이웃나라에서 두려워하고 근심하였으나 능히 복속시키지 못하였다. 동이와 부여는 음식의 종류를 모두 조두그릇을 사용하는데, 오직 읍루만은 그렇지 않아 법과 풍속이 가장 기강이 없다.— 後漢書/卷85/卷八十五·东夷列传第七十五/夫餘國